# إل بابيول (برشلونة)
بلدية البابِيُول (بالكاتالانية: el Papiol) هي إحدى بلديات مقاطعة برشلونة، والتي تقع في منطقة كاتالونيا، شرق إسبانيا.
يبلغ عدد سكانها 3.781 نسمة وفقاً لإحصائية سنة (2007).